# جی. مایکل مورو
جی. مایکل مورو (انگلیسی: J. Michael Muro؛ زادهٔ ۱۹۶۶ میلادی) کارگردان فیلم و فیلم‌بردار اهل ایالات متحده آمریکا است. وی از سال ۱۹۸۲ میلادی تاکنون مشغول فعالیت بوده‌است.

## فیلمشناسی
از فیلم‌ها یا مجموعه‌های تلویزیونی که وی در آن‌ها فعالیت داشته است می‌توان به آثار زیر اشاره نمود.
- چراگاه آزاد[۲] (۲۰۰۳)
- تصادف (فیلم ۲۰۰۴) (۲۰۰۵)
- رول بانس (۲۰۰۵)
- آخرین میمزی (فیلم) (۲۰۰۷)
- ساعت شلوغی ۳ (۲۰۰۷)
- خائن (فیلم ۲۰۰۸) (۲۰۰۸)
- سیرک عجایب: دستیار یک شبح (۲۰۰۹)
- پارکر (فیلم) (۲۰۱۳)
- کتاب عشق (فیلم) (۲۰۱۶)